# Hymenaster regalis
Hymenaster regalis är en sjöstjärneart som beskrevs av Addison Emery Verrill 1895. Hymenaster regalis ingår i släktet Hymenaster och familjen knubbsjöstjärnor. Inga underarter finns listade i Catalogue of Life.